# Памирские языки
Пами́рские языки́ (припамирские, горно-бадахшанские) — это ареальное объединение иранских языков, на которых говорят этнические памирцы.
Входят в восточноиранскую группу иранских языков, но не образуют внутри неё отдельной группировки. Распространены в Таджикистане, в Афганистане, в Китае, в Пакистане и в Индии, в основном на Западном Памире и в соседних регионах.

## Распространение
Большая часть носителей памирских языков живёт в районах ГБАО Таджикистана, прилегающих к правому берегу реки Пяндж и долинам её притоков, рек Бартанг, Гунт, Памир, Шахдара и Язгулем, а также в северо-восточной части провинции Бадахшан Афганистана, на территории, прилегающей к левому берегу Пянджа. Носители сарыкольского и ваханского языков живут вблизи долины реки Ташкурган и её притоков в Синьцзян-Уйгурском автономном районе Китая. Небольшая часть сарыкольцев живёт в Мургабском районе ГБАО; на северо-западе Пакистана, в регионах Гилгит-Балтистан и Читрал, также проживают ваханцы.
Отдельные группы памирских народов также проживают в других районах ГБАО, а также в крупных городах, таких, как Душанбе, Бохтар, Нурек и Вахдат.
В Таджикистане памирские языки на востоке соседствуют с киргизскими и узбекскими диалектами, на юге — с нуристанскими и дардскими языками, а также с языком бурушаски. На западе и севере к ним примыкают таджикские говоры и говоры языка дари, близкого к таджикскому. Языком межпамирского общения между разными памирскими народами обычно является таджикский язык («межпамирский фарси»).

## Классификация
Классификация памирских языков, как и остальных иранских, крайне не устойчива. Разные лингвисты зачастую предлагают разные классификации.
Ниже представлена классификация лингвиста Джой Эдельман:
Северно-памирские языки (до 11 000 чел.):
1. Язгулямский язык (до 11 000 чел.).
2. Ванчский язык † (или ванджский) — в долине р. Ванч в Таджикистане, вымер к концу XIX века. Под влиянием Дарвазского бекства, местное население постепенно перешло на таджикский язык. Этнографам в начале XX века удалось записать лишь несколько десятков слов этого языка[4].

Южно-памирские языки (до 77 300 чел.):
1. Ишкашимский язык (до 800 чел.).
2. Сангличский язык (до 1 500 чел.).
3. Ваханский язык (до 75 000 чел.).

Шугнано-рушанские языки (до 211 000 чел.):
1. Шугнанский язык (до 170 000 чел.).
2. Рушанский язык (до 14 000 чел.).
3. Хуфский язык (до 1 500 чел.).
4. Бартангский язык (до 5 500 чел.).
5. Сарыкольский язык (до 20 000 чел.).

Йидга-мунджанские языки (до 11 450 чел.):
1. Мунджанский язык (до 5 300 чел.).
2. Йидга (до 6 150 чел.).

## Лингвистическая характеристика
Для фонетики памирских языков характерны противопоставления гласных по краткости—долготе, сохранившиеся от общего предка — древнего восточноиранского языка. В язгулямском сохранилось одна оппозиция: /a/ — /a:/, а в языках шугнано-рушанской группы, кроме него, также есть оппозиции /i/ — /i:/, /u/ — /u:/. Исключение составляет сарыкольский, в котором все оппозиции были утрачены. В памирских языках обычно развитая система сибилянтов; в большинстве из них встречаются фонемы /θ/, /ð/, /ɣ/ и /x/.
Отличительной чертой морфологии памирских языков является категория рода у имён. В шугнано-рушанских языках, кроме сарыкольского, категория рода есть у существительных, прилагательных, указательных местоимениях и местоимениях 3-го лица. В язгулямском языке по роду различаются только местоимения 3-го лица. У большинства памирских языков общее происхождение личных и указательных местоимений и отделяемых глагольных показателей лица и числа, общие способы образования форм множественного числа и глагольных форм, схожие системы адлогов. У непереходных глаголов в языках шугнано-рушанской группы в формах прошедшего времени различается род подлежащего. В некоторых языках можно обнаружить эргативные конструкции.
У памирских языков много общего в лексике и фразеологии, особенно в топонимике и ономастике. Лексика памирских языков состоит в основном из общеиранских корней, а также из заимствований из других иранских языков, в особенности из таджикского. Присутствует также субстратная и ареальная лексика, характерная для других языков региона.

## Письменность
Письменная традиция у памирских языков слаборазвита. Письменность для шугнанского языка в СССР (на латинской основе) функционировала в 1931—1938 годах.
В 1990-е годы письменность для ряда памирских языков была разработана в Таджикистане, на этот раз на кириллице. Другой вариант письменности большинства памирских языков (бартангский, ваханский, рошорвский, рушанский, сарыкольский, шугнанский, хуфский и язгулямский) был создан группой российских и таджикских учёных на рубеже 1990-х и 2000-х годов сразу в двух вариантах — на кириллице и на латинице. Этот вариант алфавита был использован для печати нескольких изданий на ваханском, рушанском, шугнанском и язгулямском.
В Афганистане для шугнанского языка используется алфавит на основе арабского.
Алфавит памирских языков (кириллица и латиница):
| Кир.  | Лат.    | Кир.      | Лат.       | Кир. | Лат. | Кир.  | Лат.  | Кир. | Лат. | Кир.  | Лат.  | Кир. | Лат. |
| ----- | ------- | --------- | ---------- | ---- | ---- | ----- | ----- | ---- | ---- | ----- | ----- | ---- | ---- |
| А а   | A a     | Ғ° ғ°     | Ғ° (Ɣ°) ɣ° | Ж ж  | Ž ž  | К° к° | K° k° | Ӧ ӧ  | Ö ö  | У̊ у̊   | Ů ů   | Ч̣ ч̣  | Č̣ č̣  |
| Ā ā   | Ā ā     | Г̌ г̌       | Г̌ (Ɣ̌) ɣ̌    | Ж̣ ж̣  | Ẓ̌ ẓ̌  | Қ қ   | Q q   | П п  | P p  | Ф ф   | F f   | Ҷ ҷ  | J̌ ǰ  |
| Б б   | B b     | Д д       | D d        | З з  | Z z  | Қ° қ° | Q° q° | Р р  | R r  | Х х   | X x   | Ҷ̣ ҷ̣  | J̣̌ ǰ̣  |
| В в   | V v     | Д̌ д̌       | Δ δ        | Ҙ ҙ  | Ӡ ӡ  | Л л   | L l   | С с  | S s  | Х° х° | X° x° | Ш ш  | Š š  |
| В̌ в̌   | W w     | Д̣ д̣       | Ḍ ḍ        | И и  | I i  | Л̣ л̣   | Ḷ ḷ   | Т т  | T t  | Х̌ х̌   | X̌ x̌   | Ш̣ ш̣  | Ṣ̌ ṣ̌  |
| Г г   | G g     | Е е       | E e        | Ӣ ӣ  | Ī ī  | М м   | M m   | Т̌ т̌  | Θ ϑ  | Х̌° х̌° | X̌° x̌° | Ь ь  | Ь ь  |
| Ѓ ѓ   | Ǵ ǵ     | Ē ē       | Ē ē        | Й й  | Y y  | Н н   | N n   | Т̣ т̣  | Ṭ ṭ  | Ҳ ҳ   | H h   | Ы ы  | Ы ы  |
| Г° г° | G° g°   | Ê ê (Ě ě) | Ê ê        | К к  | K k  | О о   | O o   | У у  | U u  | Ц ц   | C c   | Ӓ ӓ  | Ä ä  |
| Ғ ғ   | Ғ (Ɣ) ɣ | Ә ә       | Ә ә        | Ќ ќ  | Ḱ ḱ  | Ō ō   | Ō ō   | Ӯ ӯ  | Ū ū  | Ч ч   | Č č   | Ε ε  | Ε ε  |